# Podagrionella lichtensteini
Podagrionella lichtensteini is een vliesvleugelig insect uit de familie Torymidae. De wetenschappelijke naam is voor het eerst geldig gepubliceerd in 1933 door Picard.